# Awheaturris
Awheaturris is een geslacht van weekdieren uit de klasse van de Gastropoda (slakken).

## Soorten
- Awheaturris echinata Beu, 1970 †
- Awheaturris experta (Laws, 1947) †
- Awheaturris lozoueti Morassi & Bonfitto, 2013
- Awheaturris pahaoensis Vella, 1954 †